# Отвъд граници
„Отвъд граници“ (на английски: Beyond Borders) е щатска романтична драма от 2003 г. на режисьора Мартин Кембъл и участват Анджелина Джоли, Клайв Оуен и Тери Поло. Музиката е композирана от Джеймс Хорнър.